# Tadeusz Lipiński (major)
Tadeusz Tytus Lipiński (ur. 14 lipca 1897 w Porządziu, zm. ?) – major piechoty Wojska Polskiego, kawaler Orderu Virtuti Militari. 

## Życiorys
Urodził się 14 lipca 1897 w Porządziu jako syn Edmunda i Emilii z Chmielowskich.
W 1919 dowodził II batalionem 1 pułku strzelców polskich im. Tadeusza Kościuszki. 1 czerwca 1921, w stopniu kapitana, pełnił służbę w 28 pułku piechoty. Z dniem 20 października 1924 został przeniesiony do Korpusu Ochrony Pogranicza. 2 kwietnia 1929 został mianowany majorem ze starszeństwem z dniem 1 stycznia 1929 i 8. lokatą w korpusie oficerów piechoty. W lipcu tego roku został przeniesiony z KOP do 70 pułku piechoty w Pleszewie na stanowisko dowódcy batalionu. W marcu 1934 został zwolniony z zajmowanego stanowiska w Powiatowej Komendzie Uzupełnień Pińczów i oddany do dyspozycji dowódcy Okręgu Korpusu Nr X, a z dniem 30 listopada tego roku przeniesiony w stan spoczynku.

## Ordery i odznaczenia
- Krzyż Srebrny Orderu Wojskowego Virtuti Militari nr 7703 – 22 czerwca 1922[9][10][11]
- Krzyż Niepodległości – 25 lipca 1933 „za pracę w dziele odzyskania niepodległości”[12]
- Krzyż Walecznych[13]